# Hammerfall (bande dessinée)
Ne doit pas être confondu avec HammerFall.
Hammerfall est une série de bande dessinée d’aventure, éditée par Dupuis dans la collection « Empreinte(s) ». Elle est complète en quatre tomes.

## Auteurs
- Scénario : Sylvain Runberg
- Dessin : Boris Talijancic, Nicolas Fructus (couvertures)
- Couleurs : Irène Häfliger

## Synopsis
Alors qu’il s’apprêtait à célébrer le mariage de son chef Harald Larsson avec Lina, un clan du peuple Svear est décimé et les survivants, dont Harald et son frère Henrik, réduits en esclavage. Leur agresseur est Björn le Beau, autrefois l’un des leurs, qui a été banni et revient se venger. Harald ne rêve que de s’échapper pour retrouver sa promise et laver l’affront fait à l’honneur de sa famille.
Au cours de leur quête, son frère et lui sont aidés par la déesse scandinave Freyja. Au paganisme des Vikings s’oppose le monothéisme des Francs ; leur roi Charlemagne établit petit à petit un empire chrétien en conquérant les territoires saxons.
Harald et Henrik se retrouvent poursuivis par les Skanes du roi Grimnir, tandis que Lina est la captive d’Ulf le blanc. Ils apprennent que ce dernier est manipulé par un dieu du chaos, qui veut contrer le christianisme.

## Personnages
- Harald Larsson : chef d’un clan Viking
- Björn le Beau : guerrier, membre du clan avant son bannissement
- Charlemagne : roi des Francs
- Grimnir : roi de la tribu des Skanes

## Albums
1. La Peine du serpent (2007)
2. Les Ombres du Svartalaheim (2008)
3. Les Gardiens d’Elivagar (2008)
4. Ceux qui savent (2009)

## Éditeurs
- Dupuis (collection « Empreinte(s) ») : tomes 1 à 4 (première édition des tomes 1 à 4)

### Documentation
- Henri Filippini, « Hammerfall, t. 4 : ceux qui savent », dBD, no 33,‎ juin 2009, p. 81.